# Улица Алексеева (Чернигов)
Улица Алексеева (укр. Вулиця Алєксєєва) — улица в Деснянском районе города Чернигова. Пролегает от улицы Гончая до улицы Стрелецкая, исторически сложившаяся местность (район) Курганка.
Примыкают улицы Волонтёров, Елены Белевич, Семёна Лощенко (Полины Осипенко), Героев Чернобыля, Партизанская, Василия Будника, Лётная, Лётный переулок.
По названию улицы именуется остановка общественного транспорта, расположенная по улице Героев Чернобыля.

## История
Улица Курганка проложена в конце 1920-х годов. Раньше на месте улицы были древние курганы, из чего и пошло название улицы. Со временем курганы сравняли с землёй. Интенсивно застраивалась в начале 1930-х годов. 
В 1930-е годы Улица Курганка переименована на улица Ворошилова — в честь российского революционера, Маршала Советского Союза, дважды Героя Советского Союза Климента Ефремовича Ворошилова. После вхождения в черту города Чернигова села Масаны в декабре 1973 года, появилась ещё одна улица Ворошила, которая в апреле 1974 года была переименована на улицу Фурманова.
Получила современное название — в честь воина-интернационалиста, участвовавшего в Афганской войне, уроженца Чернигова Игоря Григорьевича Алексеева

## Застройка
Улица пролегает в северном направлении. В самом начале улица пересекает реку Черторыйка. Улица (до примыкания улицы Героев Чернобыля) расположена в пойме реки Стрижень. Парная и непарная стороны улицы заняты усадебной застройкой. 
Учреждения: нет. 
Мемориальные доски:
1. дом № 35 — воину-интернационалисту Игорю Григорьевичу Алексееву — комментарий именования улицы